# Mochila propulsora

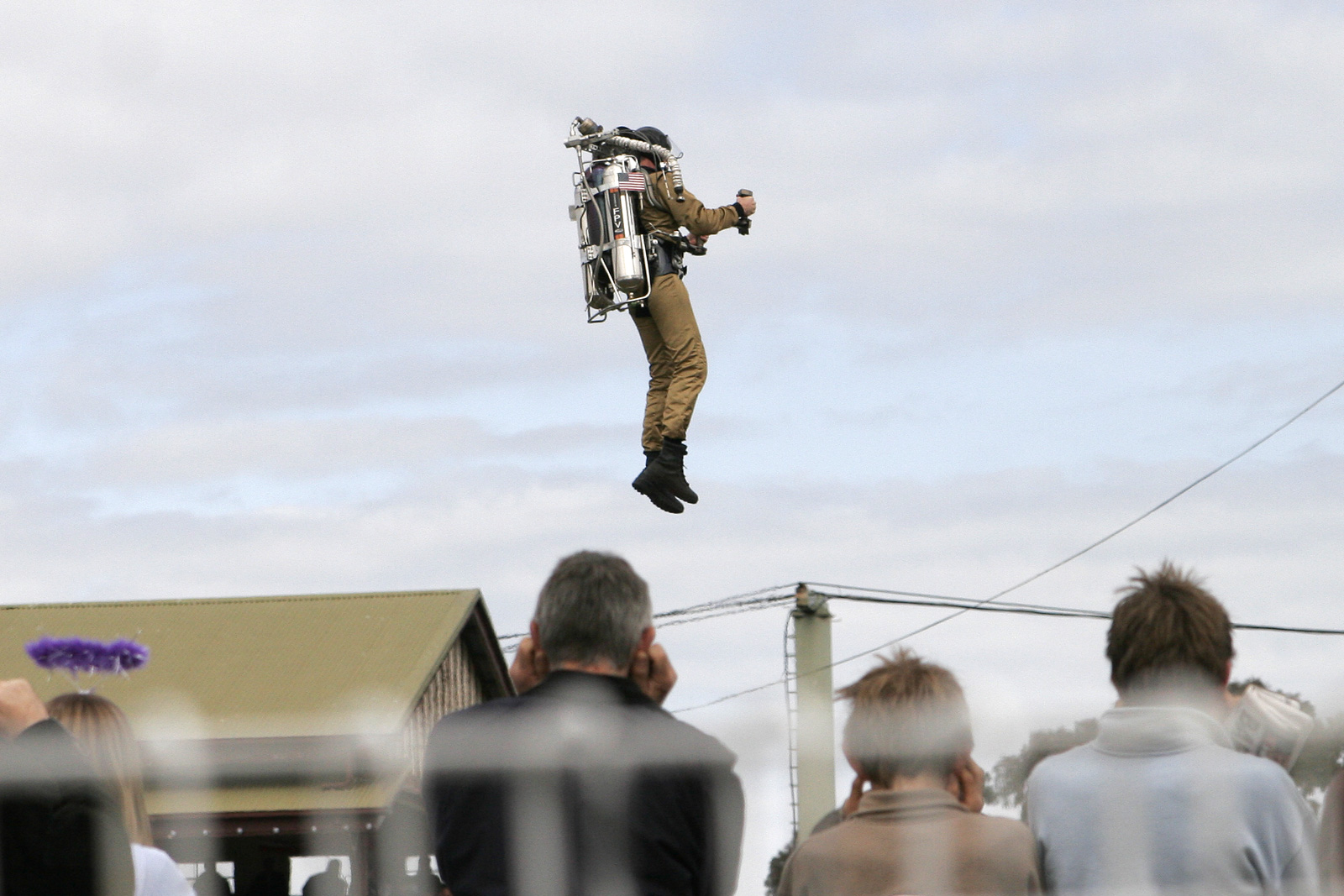
Una persona volando en una mochila propulsora.

Una mochila propulsora (en inglés: jet pack), cinturón de cohetes (en inglés: rocket belt), mochila de cohetes (en inglés: rocket pack) o mochila de vuelo (en inglés: flight pack), es un dispositivo que se usa como mochila y que utiliza chorros para impulsar al usuario por el aire. El concepto ha estado presente en la ciencia ficción durante casi un siglo y los primeros dispositivos experimentales en funcionamiento se demostraron en la década de 1960.
Las mochilas propulsoras se han desarrollado utilizando una variedad de mecanismos, pero sus usos son limitados debido a factores que incluyen la atmósfera terrestre, la gravedad, la baja densidad de energía de los combustibles extremos y el hecho de que el cuerpo humano no es apto para volar, y se usan principalmente para acrobacias.
Un uso práctico de la mochila propulsora ha sido en actividades extravehiculares para los astronautas debido a la ingravidez y la falta de una atmósfera que crea fricción en órbita. El término traje propulsor (en inglés: jet suit) se utiliza para un sistema que incorpora un propulsor y propulsores asociados unidos a los brazos para aumentar la maniobrabilidad.

## Tipos
El chorro de gas en el propulsor original, era provisto por un cohete impulsado por Peróxido de hidrógeno, aunque también se contemplaba un turborreactor o un superventilador, u otro tipo de cohetes impulsados por combustible sólido, líquido e inclusive un gas comprimido (usualmente nitrógeno).
Un aparato similar que usa rotores o propelentes es el microhelicóptero o helicóptero cohete.

### Cohete impulsado por peróxido de hidrógeno

1.- Cilindro de nitrógeno como presurizador
2.-Cilindro de acero inoxidable conteniendo peróxido de hidrógeno
3.-Válvula reguladora
4.-Cámara de reacción.

Un cohete impulsado por peróxido de hidrógeno se basa en la combustión espontánea (reacción de descomposición del peróxido). El peróxido aproximadamente puro, es relativamente estable, pero en contacto con un catalizador (por ejemplo; Plata), se descompone en una mezcla de vapor supercaliente y oxígeno en menos de 1/10 de milisegundo incrementando el volumen resultante en 5000 veces, 2 H2O2 = 2 H2O + O2. La reacción química es exotérmica con la consecuente liberación de calor (aproximadamente 2500 kJ/kg), formando en este 47 caso una mezcla de vapor-gas a unos 740 °C. Este gas caliente es usado exclusivamente como la masa de reacción dinámica y es directamente conducida a una o más toberas.
La gran desventaja es el limitado tiempo de operación. El chorro de vapor y oxígeno puede proporcionar el empuje necesario de cohetes bastante ligeros, pero tiene una velocidad de escape razonablemente baja y consecuentemente un impulso específico pobre. La capacidad de transportar a un hombre antes del despegue, limita la cantidad de propelente que puede ser usado, por lo cual dichos cohetes únicamente pueden volar tan solo aproximadamente 30 s.
Un bipropelente más convencional puede proporcionar un empuje específico al doble, sin embargo en tal caso el peróxido resulta —a pesar de las altas temperaturas generadas— un poco más frío que otros propulsores que pudiesen ser utilizados y ello reduce mucho el riesgo de quemaduras o de heridas.
En contraste con los motores a reacción que expulsan principalmente aire atmosférico para producir el empuje, los propulsores son un poco menos simples de construir que los turborreactores. El clásico propulsor puede ser construido —tipo Wendell Moore— en condiciones de nivel taller, pero se necesita un conocimiento de ingeniería adecuado y un manejo de alto nivel de manufactura y manejo de máquinas herramientas.
Los principales defectos del propulsor son la corta duración de vuelo (aproximadamente 30 s), el gasto razonablemente alto del propelente (peróxido de hidrógeno) y el peligro de volar debajo de la altitud mínima para poder usar paracaídas, y de ahí sin ningún tipo de seguridad y la enorme dificultad de volar manualmente dicho dispositivo. Estas circunstancias limitan el rango de aplicación de propulsor a solamente vuelos públicos de demostración. Los vuelos de los jet packs acaparan la atención de los espectadores y gozan de gran éxito. Por ejemplo, un vuelo fue practicado durante la ceremonia de apertura de los Juegos Olímpicos de Los Ángeles 1984.

### Los ensayos de Alemania durante la Segunda Guerra Mundial
Durante la Segunda Guerra Mundial, Alemania realizó experimentos ya casi al finalizar la guerra, al ajustar dos pequeños pulsorreactores de bajo empuje, al cuerpo de un piloto. El principio de funcionamiento era el mismo que el del pulsorreactor Fieseler Fi 103 (Bomba voladora V1) que tenía un tamaño pequeño.
El dispositivo fue llamado "Himmelstürmer" (Tormenta celeste) y funcionaba de la siguiente manera: cuando el piloto encendía ambos motores de manera simultánea los tubos modulaban los pulsos, el tubo trasero angulado se fijaba a la espalda del piloto proporcionándole ambos motores ascenso y empuje delantero, mientras que el otro tubo se colocaba en el pecho para dotarle de un empuje constante. Esto hacía que el aviador ascendiera y avanzara. Abriendo la válvula de admisión al tubo trasero, se producían "saltos" calculados que podían llegar a una altura de 60 metros, o de altitud baja (15 m aprox.). Los tubos consumían poco combustible pero no se podía llevar demasiado peso.
El uso destinado de este dispositivo fue para las unidades de ingeniería para cruzar campos de minas, obstáculos con alambre de púas, y grandes extensiones de agua sin usar un puente. Este dispositivo no fue concebido para el uso en tropas, a pesar de la cruda descripción que de ello se hizo en el cómic y el filme The Rocketeer, en donde el dispositivo no guarda semejanza con el verdadero.
Al finalizar la guerra este aparato fue entregado para ser ensayado en un títere debido al temor de accidentarse por parte de los aviadores de prueba, quienes rehusaron a arriesgar su vida con la máquina Alemana, el destino de este ingenio humano, se desconoce.
El dispositivo ficticio usado por El Rocketeer, era un cinturón cohete, técnicamente único (al menos en la adaptación fílmica), ya que estaba diseñado para permanecer frío. En cambio el Himmelstürmer, no operaba por largo tiempo para evitar el sobrecalentamiento, y los escapes tenían un arreglo que los alejaba del cuerpo del usuario. la operación era diferente al actuar como un sistema de despegue/aterrizaje que permitía saltos que duraban segundos y del altitud mínima. Tan pronto como la válvula de admisión era cerrada el dispositivo se apagaba, una operación muy sencilla, sin reporte de accidente alguno.

### Turbojets
Las mochilas propulsoras con máquina turborreactor trabajan con queroseno, tienen alta eficiencia, alcanzan mayores alturas y una duración de vuelo de minutos, pero son complejos en su construcción y muy caros. Un único modelo funcional de este tipo fue fabricado, efectuó vuelos de prueba en los años 60, en la actualidad no vuela. Aunque existe el reporte de haberse visto a un volador anónimo en el estado estadounidense de Maryland en 1984.

## Aplicaciones prácticas
Acorde al gobierno de los Estados Unidos, verdaderas mochilas propulsoras tienen una valoración mínima debido a las limitaciones tecnológicas actuales. El ejército estadounidense, quien ha conducido una gran parte de las investigaciones en el desarrollo de cinturones cohete, afirma que los helicópteros son más prácticos. Algunos otros han trabajado en el desarrollo de cinturones cohete funcionales, con éxito limitado.

## Historia

### Cinturón saltarín
En 1958 Garry Burdetty Alexander Bohr, ingenieros de Thiokol crearon el cinturón saltarín, mismo que denominaron "Proyecto saltamontes", la energía de propulsión era provista por nitrógeno comprimido a alta presión, adaptado a él se colocaron dos toberas dirigidas verticalmente hacia abajo, el usuario del cinturón podía abrir una válvula dejando escapar del tanque el nitrógeno resultando en una elevación de 7 metros de altura aproximada. Al inclinarse ligeramente hacia adelante se lograban velocidades de 45 a 50 km/h. Entonces Burdett y Bohr probaron una versión accionada por "agua oxigenada". El cinturón saltarín fue ensayado por un militar, pero no hubo financiamiento por lo que el asunto quedó sin pruebas adicionales.
El pequeño tamaño de los contenedores fue quizá la razón por la cual se usó el término belt (‘cinturón’) en lugar de pack (‘mochila’) haciéndose un nombre habitual para designar a este aparato —al menos en EUA—.

### Aeropack
En 1959 Aerojet General Corporation ganó un contrato con el Ejército de los Estados Unidos para fabricar una mochila propulsora. A comienzos de 1960 Richard Peoples hizo su primer vuelo de prueba con su diseño.

### El desarrollo continúa
Sin embargo, los militares estadounidenses no perdieron el interés en este tipo de vehículo de vuelo. Estudios de control de transportes, efectuados por la U.S. Army Transportation Research Command, (TRECOM) asumió que aparatos jet (a reacción) personales podrían encontrar los usos más diversos: para reconocimiento, cruzar ríos, aterrizaje anfibio, conseguir acceso al subir la cuesta de montañas, evadir campos minados, maniobras tácticas, etc. El concepto fue denominado Pequeño Dispositivo de Ascensor Cohete. (SRLD en inglés).
Dentro de la implementación de este concepto la administración concluyó en 1959 su contrato con la Aerojet General para investigar la posibilidad de diseñar un SRLD, disponible para uso militar. Aerojet concluyó que la versión con motor de peróxido de hidrógeno era el más adecuado. Sin embargo, pronto trascendió a conocimiento de los militares que el ingeniero Wendell Moore de la compañía Bell Aerosystems llevaba ya varios años encabezando experimentaciones con un aparato jet personal. Después de ponerse al corriente sobre su trabajo, los militares enviaron una orden -en 1960- a la compañía Bell Aerosystems para desarrollar un PDAC (Pequeño dispositivo ascensor cohete). Wendell Moore fue designado como jefe de ingenieros del proyecto.

## Propulsores de peróxido de hidrógeno

### Powerhouse Productions Rocketbelt
Conocido comúnmente a nivel mundial como "The Rocketman" (El hombre-cohete). Powerhouse Productions es corrientemente la "única" compañía en fabricar mochilas propulsoras con una capacidad de vuelo de 30 s y ha efectuado demostraciones en más de 40 países desde 1983, entre los clientes que la compañía ha tenido están Los Juegos Olímpicos de 1984, El carnaval de Río (Brasil), Los supertazones, El desfile de las rosas, 500 millas de Daytona, o la gira Dangerous World Tour de Michael Jackson, entre algunos. Sus pilotos más destacados son Kinnie Gibson, Eric Scott y Dan Schlund.

### Bell Textron Rocket Belt
Es uno de los tipos de mochila propulsora más antiguos conocidos. Ver Cinturón cohete Bell.

### Mochila propulsora RB-2000
Este fue el sucesor del Cinturón cohete Bell. Este modelo ha sido sujeto de la más misteriosa serie de eventos de su tipo en la historia:
En 1992 el vendedor de seguros y empresario Brad Barker formó una compañía para construir mochilas propulsoras asociado con dos personas más: Joe Wright, un hombre de negocios establecido en Houston, y Larry Stanley, un ingeniero que poseía un pozo petrolero en Texas. Para 1994, se encontraban trabajando en un prototipo que nombraron Rocketbelt-2000, o RB-2000. Incluso contactaron a un piloto aspirante para volarlo, pero la asociación se disolvió muy pronto. 
Primero Stanley acusó a Barker de haber defraudado a la compañía. Entonces Barker atacó a Stanley y se ocultó llevando consigo el RB-2000. Investigadores policiacos interrogaron a Barker y lo liberaron 3 días después. Al año siguiente, Stanley entabló un juicio legal para recobrar ganancias perdidas: El juez, le otorgó la propiedad única a Stanley sobre el RB-2000 y a recibir 10 millones de dólares en concepto de indemnización. Cuando Barker se rehusó a pagar, Stanley, lo secuestró y lo tuvo cautivo en una caja disfrazada de tanque de buceo. Después de ocho días, Barker consiguió escapar, la policía arrestó a Stanley y en 2002 fue sentenciado a cadena perpetua que posteriormente fue reducida a una pena de 8 años. La mochila propulsora RB-2000 jamás fue encontrada.

### Bell Pogo
El bell pogo era una pequeña plataforma accionada por cohetes que podía transportar a dos personas, estaba diseñado con grandes similitudes al Cinturón cohete Bell Ver imagen.

## Yves Rossy's jetpack
Es un Jetpack con alas de fibra de carbono del tipo avión rígidas que alcanza aprox. 2.4 m de envergadura y tiene cuatro pequeños motores de keroseno por debajo. Los motores son modificados con la adición de un escudo de calor de fibra de carbono que amplía el inyector de motor alrededor de la cola de gases de combustión, para proteger más al que lo usa. Se logra un vuelo controlado usando el cuerpo y dispone de un acelerador de mano para maniobrar. El sistema puede ser sensible en vuelo, al punto en que se necesita utilizar la cabeza, brazos y piernas, para no entrar en un giro incontrolado. Los motores en el ala requieren una alineación común durante la instalación, a fin también de prevenir la inestabilidad. Un sistema de arranque electrónico asegura que los cuatro motores encienden simultáneamente. En caso de problemas, las alas pueden separarse del piloto, y ambos el piloto y la unidad de alas pueden descender a Tierra en paracaídas por separado.